# Phẩm chất quý ông (phim truyền hình)
Phẩm chất quý ông  (Hangul: 신사의 품격; Hanja: 紳士의 品格; RR: Shinsa-ui Pumgyeok; Tên tiếng Anh: A Gentleman's Dignity) là bộ phim truyền hình hài hước và lãng mạn của Hàn Quốc năm 2012 với sự tham gia của diễn viên Jang Dong-gun, Kim Ha-neul, Kim Su-ro, Kim Min-jong và Lee Jong-hyuk. Bộ phim được chiếu tại kênh SBS từ ngày 26 tháng 5 năm 2012 đến ngày 12 tháng 8 năm 2012 vào thứ bảy và chủ nhật mỗi tuần vào lúc 21:55 (KST) trong 20 tập phim.
Đây là bộ phim truyền hình đầu tiên của Jang Dong-gun sau 12 năm không tham gia diễn tại màn hình nhỏ. Bộ phim được viết bởi biên kịch Kim Eun-sook và quay bởi đạo diễn Shin Woo-chul, đoàn làm phim nổi tiếng với những bộ phim Khu vườn bí mật, Sóng gió hậu trường, Người tình Praha và Chuyện tình Paris.
Năm 2021, Trung Quốc tiến hành remake lại bộ phim với tên gọi "Các anh, mời đứng nghiêm" cùng dàn diễn viên chính: Vương Hiểu Thần, Trương Hàn, Kinh Siêu, Hoàng Hựu Minh, Đỗ Thuần.

## Đánh giá
| Tập        | Ngày       | TNmS      | TNmS  | AGB Nielsen | AGB Nielsen |
| Tập        | Ngày       | Toàn quốc | Seoul | Toàn quốc   | Seoul       |
| ---------- | ---------- | --------- | ----- | ----------- | ----------- |
| 1          | 2012-05-26 | 13.7%     | 15.9% | 14.1%       | 16%         |
| 2          | 2012-05-27 | 12.1%     | 15.2% | 12.8%       | 14.6%       |
| 3          | 2012-06-02 | 14%       | 15.6% | 14.9%       | 16.7%       |
| 4          | 2012-06-03 | 14.8%     | 19%   | 14.8%       | 16.5%       |
| 5          | 2012-06-09 | 17.4%     | 20.5% | 15.9%       | 17%         |
| 6          | 2012-06-10 | 16.5%     | 20.3% | 16.8%       | 19.4%       |
| 7          | 2012-06-16 | 18.7%     | 22.6% | 17.1%       | 18.6%       |
| 8          | 2012-06-17 | 18.4%     | 22.3% | 16.6%       | 18.6%       |
| 9          | 2012-06-23 | 19.7%     | 22.9% | 18.6%       | 20.2%       |
| 10         | 2012-06-24 | 19.8%     | 22%   | 20.3%       | 21.9%       |
| 11         | 2012-06-30 | 23.1%     | 26%   | 22%         | 23%         |
| 12         | 2012-07-01 | 23.1%     | 26.3% | 20.3%       | 21.7%       |
| 13         | 2012-07-07 | 21.9%     | 26%   | 22%         | 23.4%       |
| 14         | 2012-07-08 | 22.8%     | 26.7% | 21.6%       | 22.3%       |
| 15         | 2012-07-14 | 26%       | 30.1% | 23.5%       | 24.8%       |
| 16         | 2012-07-15 | 26%       | 29.6% | 23.7%       | 25.3%       |
| 17         | 2012-07-21 | 26.7%     | 30.5% | 24.4%       | 26.1%       |
| 18         | 2012-07-22 | 21.8%     | 25.3% | 24.4%       | 26%         |
| 19         | 2012-08-11 | 18.2%     | 20.4% | 18.1%       | 19.3%       |
| 20         | 2012-08-12 | 24.9%     | 28.8% | 23.5%       | 25.3%       |
| Trung bình | Trung bình | 20%       | 23.3% | 19.3%       | 20.8%       |

## Nhạc phim
| A Gentleman’s Dignity OST 1 | A Gentleman’s Dignity OST 1           | A Gentleman’s Dignity OST 1 | A Gentleman’s Dignity OST 1 |
| STT                         | Nhan đề                               | Artist                      | Thời lượng                  |
| --------------------------- | ------------------------------------- | --------------------------- | --------------------------- |
| 1.                          | "My Heart Ache (가슴이 시린 게)"      | Lee Hyun (8eight)           | 4:34                        |
| 2.                          | "High High"                           | Kim Tae-woo                 | 3:13                        |
| 3.                          | "Love… What to Do (사랑… 어떡하나요)" | Yangpa                      | 4:30                        |
| 4.                          | "Beautiful Words (아름다운 말)"       | Jeon Geun-hwa               | 4:27                        |
| 5.                          | "Everyday"                            | Park Eun-woo                | 3:59                        |
| 6.                          | "When I Look At You (널 보면 말이야)" | Gyun Woo                    | 3:28                        |
| 7.                          | "You Are Everywhere"                  | Big Baby Driver             | 3:14                        |
| 8.                          | "Spring I Love You Best"              | Big Baby Driver             | 2:27                        |
| 9.                          | "High High (Bossa Nova Story)"        | Nhiều ca sĩ                 | 2:36                        |
| 10.                         | "My Heart Ache (Piano Ver.)"          | Nhiều ca sĩ                 | 1:55                        |
| 11.                         | "Love… What to Do (Inst.)"            | Nhiều ca sĩ                 | 4:30                        |
| 12.                         | "O.S. Love"                           | Nhiều ca sĩ                 | 2:38                        |
| 13.                         | "You Are Everywhere (Guitar Story)"   | Nhiều ca sĩ                 | 2:48                        |
| 14.                         | "Everyday (Comic Story)"              | Nhiều ca sĩ                 | 2:23                        |
| 15.                         | "Smile (Feat. Jay Kim)"               | Nhiều ca sĩ                 | 3:00                        |

| A Gentleman’s Dignity OST 2 | A Gentleman’s Dignity OST 2                      | A Gentleman’s Dignity OST 2 | A Gentleman’s Dignity OST 2 |
| STT                         | Nhan đề                                          | Artist                      | Thời lượng                  |
| --------------------------- | ------------------------------------------------ | --------------------------- | --------------------------- |
| 1.                          | "More Than Me (나보다 더)"                       | Jang Dong-gun               | 4:31                        |
| 2.                          | "My Love (내 사랑아)"                            | Lee Jong-hyun (CN Blue)     | 3:46                        |
| 3.                          | "Beautiful Pain (아름다운 아픔) (2012 New Ver.)" | Kim Min-jong                | 4:02                        |
| 4.                          | "Your Sun Is Stupid"                             | Big Baby Driver             | 2:35                        |
| 5.                          | "More Than Me (Inst.)"                           | Nhiều ca sĩ                 | 4:31                        |
| 6.                          | "My Love (Inst.)"                                | Nhiều ca sĩ                 | 3:46                        |
| 7.                          | "Fighting Allows (Fighting 있게)"                | Nhiều ca sĩ                 | 1:44                        |
| 8.                          | "It's Imagination (상상하는 걸로)"               | Nhiều ca sĩ                 | 2:14                        |
| 9.                          | "Offensive Hips (공격형 엉덩이)"                 | Nhiều ca sĩ                 | 1:32                        |
| 10.                         | "Indelible scent (지울 수 없는 향기)"            | Nhiều ca sĩ                 | 2:51                        |
| 11.                         | "Happy Footstep"                                 | Nhiều ca sĩ                 | 1:47                        |
| 12.                         | "Crazy Time"                                     | Nhiều ca sĩ                 | 1:25                        |
| 13.                         | "You Anywhere (너는 어디서나)"                   | Nhiều ca sĩ                 | 1:50                        |
| 14.                         | "That Person That Love (그 사람 그 사랑)"        | Nhiều ca sĩ                 | 2:27                        |
| 15.                         | "Starting Today, Lover (오늘부터 연인)"          | Nhiều ca sĩ                 | 2:05                        |

## Phát sóng quốc tế
- Nhật Bản: Mnet Nhật Bản (15 tháng 10 năm 2012)[10]
- Đài Loan: Videoland Drama (29 tháng 11 năm 2012)[11]
- Việt Nam: TodayTV (22 tháng 3 năm 2013)
- Malaysia: ntv7 (1 tháng 4 năm 2013)[12]
- Mông Cổ: Edutainment TV (31 tháng 7 năm 2013)
- Indonesia: Indosiar (19 tháng 8 năm 2013)
- Israel: Viva (2013)
- Venezuela: Televen (14 tháng 1 năm 2014)[13]
- Ecuador Ecuador TV (tháng 2 năm 2014)[14]